# Mumbalu, Sagar
Mumbalu là một làng thuộc tehsil Sagar, huyện Shimoga, bang Karnataka, Ấn Độ.